# Guzy (województwo podlaskie)
Guzy – wieś w Polsce położona w województwie podlaskim, w powiecie monieckim, w gminie Knyszyn.
Wieś królewska w starostwie knyszyńskim w ziemi bielskiej województwa podlaskiego w 1795 roku. W latach 1975–1998 miejscowość administracyjnie należała do województwa białostockiego.
Wierni kościoła rzymskokatolickiego należą do parafii św. Anny w Kalinówce Kościelnej.